# Grantola
Grantola är en ort och kommun i provinsen Varese i regionen Lombardiet i Italien. Kommunen hade 1 270 invånare (2018).